# Frédéric Chatillon
Frédéric Chatillon (* 15. Februar 1968 in Armentières) ist ein französischer Politiker, Kommunikationsberater und Besitzer der Kommunikationsagentur Riwal. Chatillon ist Freund von Marine Le Pen, der Vorsitzenden der rechtsnationalistischen Partei Front National (FN). Er stand ihr als Kommunikationsberater zur Seite und war an ihrer Wahlkampfkampagne bei der Präsidentschaftswahl in Frankreich 2012 beteiligt.
Chatillon war während seines Studiums Vorsitzender der rechtsextremen und klandestin operierenden Studentengruppe Groupe Union Défense oder Groupe Unité Défense (deutsch etwa „Union der Verteidigungs-Gruppen“) (GUD). Anschließend war er Leiter von Riwal, eines Dienstleistungsunternehmens, das für den Front National und Marine Le Pens Kleinpartei Jeanne tätig war. Er betreibt auch eine Sicherheitsfirma.

## Unterstützung des syrischen Assad-Regimes
In den 2000er Jahren begann Frédéric Chatillon, in Frankreich für das Regime des syrischen Präsidenten Baschar al-Assad Partei zu ergreifen. Im Jahr 2006 nahm er in der syrischen Hauptstadt Damaskus an einer Veranstaltung gegen den „amerikanischen Imperialismus“ teil und zeigte sich dort an der Seite des rechtsextremen Komikers Dieudonné, des ebenfalls rechtsextremistischen Essayisten Alain Soral und des Journalisten Thierry Meyssan, eines Anhängers von Verschwörungstheorien. 2009 lancierte er in Frankreich eine Werbekampagne für die syrische Regierung. Zu Beginn des Bürgerkriegs in Syrien 2011 schuf Chatillons Firma Riwal, die auch ein Büro in Damaskus betrieb, unter der Domain infosyrie.fr einen Website mit Propaganda für das syrische Regime. Frédéric Chatillons Verbindungsmann in Syrien war der ehemalige Verteidigungsminister Mustapha Tlass. Chatillon sprach sich strikt gegen eine ausländische Intervention im syrischen Bürgerkrieg aus.

## Wahlkampffinanzierung
Die Tageszeitung Le Monde veröffentlichte 2016 Informationen aus den Panama Papers, nach denen Chatillon Gelder in Offshore-Zentren in Asien, der Karibik und Südamerika versteckt haben soll, mit deren Hilfe Wahlkampagnen des Front National finanziert worden sein sollen. Ziel sei es demnach gewesen, den „französischen Anti-Geldwäsche-Behörden zu entgehen“. Marine Le Pen lehnte eine Stellungnahme zu den Vorgängen ab. Jedoch erklärte FN-Vizepräsident Florian Philippot, weder er selbst noch Marine Le Pen besäßen Offshore-Firmen.
Kurz vor der Veröffentlichung sagte Frédéric Chatillon, er habe den Journalisten Dokumente vorgelegt, die die Legalität seiner Finanzaktivitäten beweisen würden. Er habe die Gewinne seiner Firma Riwal in Asien angelegt und die Partei Front National habe mit der Angelegenheit nichts zu tun.